# Gil J. Wolman
Gil Joseph Wolman (* 7. September 1929 in Paris; † 3. Juli 1995 ebendort) war ein französischer Künstler. Sein Werk umfasste Malerei, Poesie und Film. Anfang der 1950er Jahre war er Mitglied der Avantgarde-Bewegung der Lettristen von Isidore Isou und wurde zu einer zentralen Figur der Lettristischen Internationale, jener Gruppe, aus der sich später (ohne Wolman) die Situationistische Internationale entwickeln sollte.

## Lettrismus
Wolman schloss sich 1950 den Lettristen an, verließ die Gruppe jedoch bereits zwei Jahre später wieder. Sein erstes veröffentlichtes Werk erschien 1950 in der ersten Ausgabe der Zeitschrift Ur, wo seine „Einleitung zu Wolman“ den Grundstein für sein späteres Schaffen legen sollte: „Am Anfang war Wolman“! Noch während seiner Mitgliedschaft leistete Wolman zwei wichtige Beiträge. Erstens entwickelte er im Bereich der Lautpoesie den Begriff der Megapneume: Während der Lettrismus auf dem Buchstaben basierte, basierten Megapneums auf dem Atem. Zweitens produzierte er den Film L'Anticoncept, ein Werk, für das er heute in erster Linie bekannt ist. Der Film wurde zum ersten Mal am 11. Februar 1952 im Filmclub „Avant-Garde 52“ gezeigt. Er bestand aus einer Lichtprojektion auf einen Wetterballon, begleitet von einer stakkatoartig gesprochenen Tonspur. Der Film wurde am 2. April 1952 von der französischen Zensur verboten. Als die Lettristen im darauf folgenden Monat das Filmfestival von Cannes besuchten, waren sie gezwungen, das Publikum auf Journalisten zu beschränken. Der Text der Tonspur wurde in der einzigen Ausgabe der Lettristen-Zeitschrift Ion (1952; Nachdruck Jean-Paul Rocher, 1999) veröffentlicht und später in einer separaten, um die dazugehörigen Texte ergänzten Ausgabe (Editions Allia, 1994) neu aufgelegt. Ion enthielt auch den Text Text zu Howls for Sade. Abgerufen am 1. März 2023. von Guy Debords Film Hurlements en faveur de SadeGuy Debord (1931-1994). Abgerufen am 1. März 2023., der Wolman gewidmet war und dessen Stimme in seiner eigenen Tonspur zu hören war.

## Erste Lettristische Internationale
Im Juni 1952 gründeten Wolman und Debord die Lettristische Internationale, die sich zusammen mit Jean-Louis Brau und Serge Berna im Dezember offiziell von der Hauptgruppe abspaltete. Wolman verfasste mehrere Texte für das Bulletin der Lettristischen Internationale, Potlatch, und gemeinsam mit Debord schrieb er einige ihrer wichtigsten Texte, die in der belgischen surrealistischen Zeitschrift Les Lèvres Nues (Nackte Lippen) veröffentlicht wurden. Dazu gehören Mode d’emploi du détournement und Théorie de la Dérive (beide 1956). Der Begriff Détournement (wörtlich „Umleitung“) bezeichnete die absichtliche Wiederverwendung von plagiiertem Material für einen neuen, meist subversiven Zweck. Die Dérive („Drift“) war ein Prozess des ziellosen Umherwanderns durch städtische Umgebungen, um deren Psychogeographie zu kartieren.
1955 schrieb Wolman, ebenfalls mit Guy Debord, das Buch „Why Lettrism?“, das in Potlatch Nr. 22 veröffentlicht wurde. Im folgenden Jahr vertrat er die Lettristische Internationale auf dem Weltkongress der Künstler in Alba, Italien. Diese Konferenz stellte wichtige Verbindungen zwischen der Lettristischen Internationale und jenen Persönlichkeiten her (vor allem Asger Jorn und Pinot Gallizio von der Internationalen Bewegung für ein Imaginäres Bauhaus), die sich bald darauf mit ihr zur Situationistischen Internationale zusammenschließen sollten. Wolman hat es jedoch selbst nie bis zur Situationistischen Internationale geschafft. Er wurde am 13. Januar 1957, nur sechs Monate vor der Gründung der neuen Gruppe, offiziell aus der Lettristischen Internationale ausgeschlossen, was in Form eines Nachrufs in Potlatch Nr. 28 bekannt gegeben wurde. Debord scheint die treibende Kraft hinter dem Ausschluss gewesen zu sein, der bei seinen Kollegen einige Bestürzung hervorrief. Selbst Michèle Bernstein, Debords damalige Ehefrau, hat erklärt, sie verstehe nicht, warum Debord so plötzlich gegen Wolman vorgegangen sei. Jean-Michel Mension, ein frühes Mitglied der Lettristischen Internationale, erinnert sich: „Gil war zurückhaltend, nett - ein unglaublich netter Kerl. Ich glaube nicht, dass ich ihn jemals gehört habe, wie er seine Stimme erhob, außer gelegentlich, wenn er seine Gedichte vortrug, aber das war etwas anderes. Alle liebten Gil.“ Er konnte auch nicht verstehen, warum Debord ihn ausgeschlossen hatte, und bemerkte: „Ich glaube, Wolman war in Guys Augen ein wirklich außergewöhnlicher Künstler, der den anderen Künstlern der Lettristen Internationale deutlich überlegen war. Ich persönlich habe nie an den Ausschluss von Gil geglaubt.“ Ralph Rumney, ein frühes Mitglied der Situationistischen Internationale, vermutete, dass der wahre Grund für den Ausschluss darin lag, dass Wolman und seine Frau Violette gerade ein Kind bekommen hatten: „Guy und auch Michèle hatten einen absoluten Horror vor Häuslichkeit und vor allem vor Babys. Sie versuchten, mit neuen Lebensformen zu experimentieren, was für Guy völlige sexuelle Freiheit bedeutete. Das glückliche Familienleben von Wolman konnte nicht toleriert werden.“

## Zurück bei den Lettristen / Zweite Lettristische Internationale
Nach seinem Ausschluss entwickelte Wolman sein eigenes Konzept weiter, nahm die Verbindung zur ursprünglichen Lettristen-Bewegung wieder auf und stellte von 1961 bis 1964 mit ihr aus. 1963 entwickelte er die Scotch Art, ein Verfahren, bei dem Drucksachen abgerissen und mit Klebeband auf Stoff oder Holz neu positioniert werden. 1964 trennte er sich jedoch wieder von Isous Gruppe und gründete zusammen mit Jean-Louis Brau und François Dufrêne die kurzlebige Zweite Lettristische Internationale; danach arbeitete Wolman weitgehend isoliert. Später entwickelte er die „separatistische Bewegung“ und Serien von „Duhring Duhring“, „Décompositions“ und schließlich „Peintures Dépeintes“.

## Nachwelt
Drei Jahre nach seinem Tod veröffentlichte die Zeitschrift „Poézi Prolétèr“ (Nr. 2) unter der Leitung von Katalin Molnar und Christophe Tarkos 1998 einen Artikel über Wolman mit mehreren seiner Texte, die unter dem Titel „Einführung des Wortes“ zusammengefasst wurden. Obwohl er manchmal als Handlanger von Guy Debord angesehen wurde, gilt er heute zusammen mit Robert Filliou als einer der einflussreichsten Künstler seiner Zeit. Wolman, der ein Jahrzehnt vor Filliou mit seiner Arbeit begann, vertrat jedoch nicht Fillious These vom „Genie ohne Talent“, sondern meinte vielmehr, dass „Genie das ist, was wir alle haben, wenn wir aufhören, eine Sache zu verbessern, um etwas anderes zu machen. Wenn wir uns nur weigern, Talent zu haben.“ (1964).
Mehrere von Wolmans Tonaufnahmen wurden in der Zeitschrift OU von Henri Chopin veröffentlicht, und 1999 erschien bei Alga Marghen eine LP mit dem Titel L'Anticoncept, in der verschiedene Tonarbeiten aus den Jahren 1951 bis 1972 zusammengestellt sind. Ein Band mit seinen nicht gesammelten Schriften wurde 2001 von Editions Allia unter dem Titel Défense de mourir veröffentlicht. Die erste internationale Retrospektive von Wolmans Werken fand im MACBA (Barcelona, 2010) und im Museu SERRALVES (Porto, 2011) statt, kuratiert von Frédéric Acquaviva, Bartomeu Mari und Joao Fernandes, mit einem Katalog „Gil J Wolman, ich bin unsterblich und lebendig“ in drei verschiedenen Versionen: Englisch, Spanisch-Katalanisch, Französisch-Portugiesisch. Das Centre Pompidou in Paris widmete Wolmans Werken 2015 einen Raum, während La Plaque Tournante, ein unabhängiger Kunstraum in Berlin, die erste Wolman-Retrospektive in Deutschland mit 500 Werken und Dokumenten veranstaltete.